# Scolca
Scolca je naselje in občina v francoskem departmaju Haute-Corse regije - otoka Korzika. Leta 1999 je naselje imelo 62 prebivalcev.

## Geografija
Kraj leži v severnem delu otoka Korzike 31 km južno od središča Bastie.

## Uprava
Občina Scolca skupaj s sosednjimi občinami Bigorno, Campile, Campitello, Canavaggia, Crocicchia, Lento, Monte, Olmo, Ortiporio, Penta-Acquatella, Prunelli-di-Casacconi in Volpajola sestavlja kanton Alto-di-Casaconi s sedežem v Campitellu. Kanton je sestavni del okrožja Corte.

## Zanimivosti
- župnijska baročna cerkev sv. Mamiliana, škofa v Palermu, grajena v 17. stoletju, dokončana leta 1868,
- spomenik padlim med prvo in drugo sdvetovno vojno.